# Oignies-en-Thiérache
Oignies-en-Thiérache is een plaats tegen de Franse grens in de provincie Namen. Sedert de gemeentefusie van in 1977 is het een deelgemeente van de Belgische gemeente Viroinval.

## Demografische ontwikkeling
- Bronnen:NIS, Opm:1831 tot en met 1970=volkstellingen, 1976= inwoneraantal op 31 december

## Toeristisch
Het dorp ligt in het grote woud van het 12.000 ha grote natuurpark Viroin-Hermeton met vele wandelwegen. Er is een goed uitgebouwd mountainboardpark Wanyi.
De toeristische infrastructuur is beperkt tot een vakantiepark van een tachtigtal chalets, enkele individuele vakantiewoningen en een kleine camping.

## Geografische bijzonderheden
Het hoogste punt van België ten westen van de Maas is gelegen in de bossen ten zuidwesten van Oignies. Het reliëf bereikt er ongeveer 400 meter hoogte. In de Franse Ardennen ten zuiden van Oignies zijn er nog enkele hogere punten vooraleer het reliëf er daalt.
In 1995 werd er een glaskunstwerk geplaatst om Oignies te markeren als het geografische centrum van de Europese Unie van de 15. Met de uitbreiding van 2004 verschoof het geografische middelpunt naar het oosten.

## Historisch
In de bossen tussen Oignies-en-Thiérache en de Franse grens liggen nog veel mijnschachten en andere resten van de "ardoisières", kleinschalige ondergrondse leisteengroeves uit 18de en 19de eeuw en actief tot in de 20ste eeuw. Oignies werd ook het "dorp van de weduwen" genoemd omdat veel mannen die in de leisteenmijnen werkten, vroeg overleden aan stoflong.

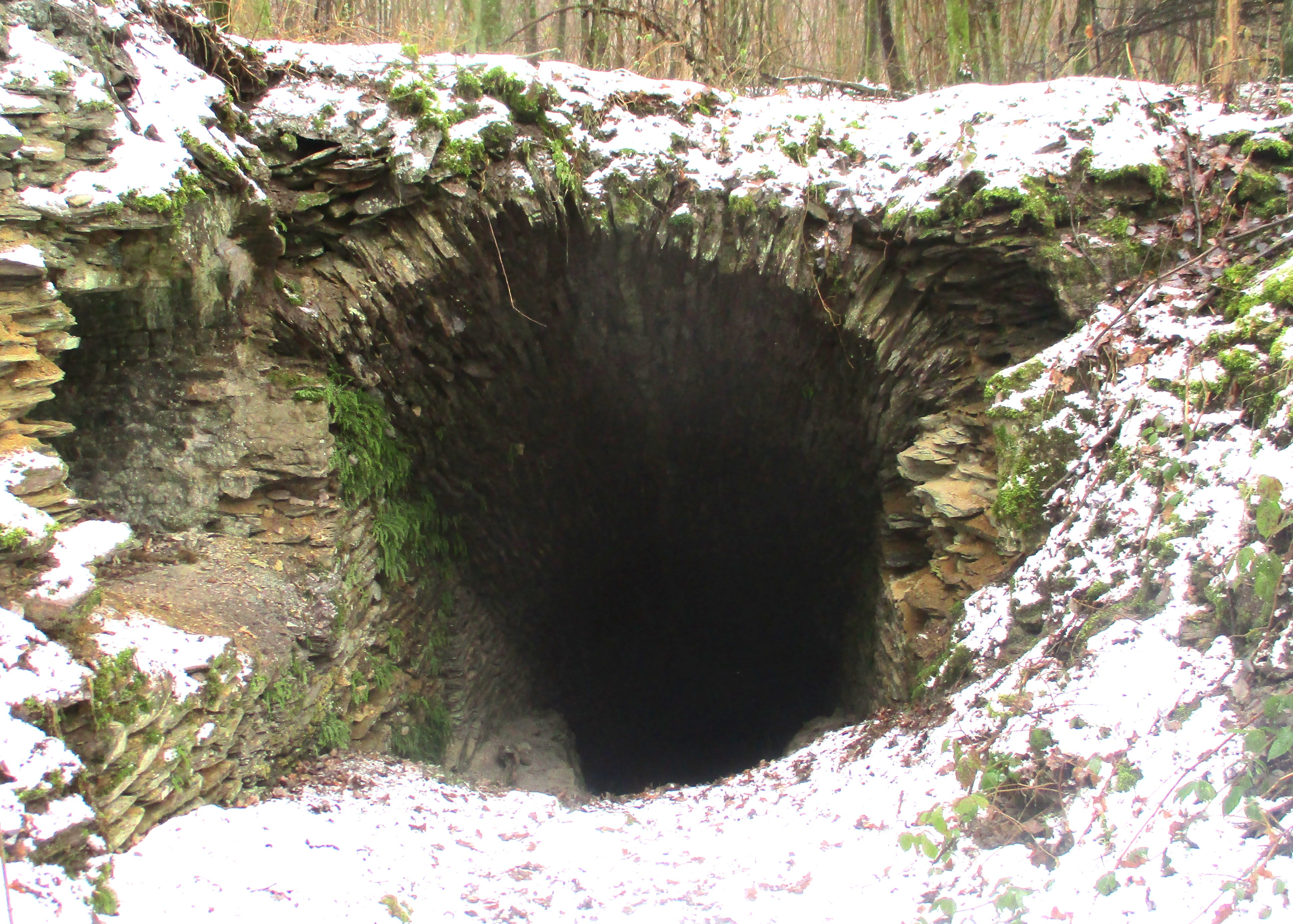
Mijningang Ardoisière de l'Hamériaine
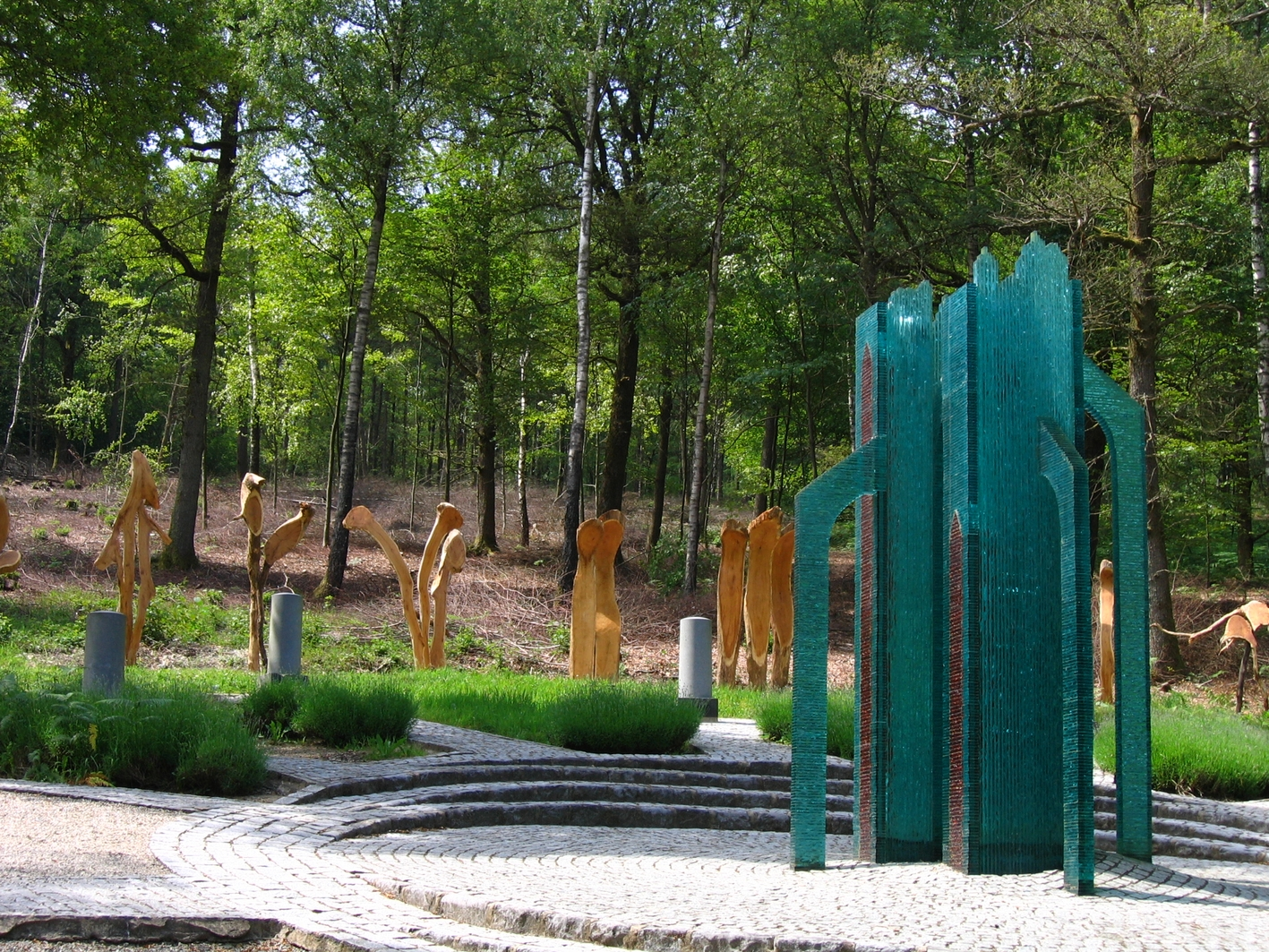
Monument Geografisch Centrum Europese Unie